# Ceylonhoelman
De ceylonhoelman (Semnopithecus priam)  is een zoogdier uit de familie van de apen van de Oude Wereld (Cercopithecidae). De wetenschappelijke naam van de soort werd voor het eerst geldig gepubliceerd door Blyth in 1844.

## Voorkomen
De soort komt voor in het zuiden van India en Sri Lanka.